# Gymnothorax bacalladoi
Gymnothorax bacalladoi  (лат.) — вид рыб из семейства муреновых (Muraenidae).

## Описание
Умеренно удлинённая мурена длиной до 34 см с пёстрой коричневой окраской. Спинной плавник начинается от жаберных отверстий. Количество позвонков — 130—131.

## Распространение
Эти рыбы встречаются в тропических водах восточной центральной части Атлантического океана: в окрестностях Канарских островов и Мадейры на глубинах от 17 до 604 м.